# Parachaetocladius hirtipectus
Parachaetocladius hirtipectus är en tvåvingeart som beskrevs av Ole Anton Saether 1969. Parachaetocladius hirtipectus ingår i släktet Parachaetocladius och familjen fjädermyggor.
Artens utbredningsområde är British Columbia. Inga underarter finns listade i Catalogue of Life.